# ناحیه گلن آربور، میشیگان
ناحیه گلن آربور (به انگلیسی: Glen Arbor Township) یک منطقهٔ مسکونی در ایالات متحده آمریکا است که در Leelanau County واقع شده‌است.
 ناحیه گلن آربور ۲۲۶٫۸ کیلومتر مربع مساحت و ۸۵۹ نفر جمعیت دارد و ۱۷۷ متر بالاتر از سطح دریا واقع شده‌است.